# Slag bij Abrittus
De Slag bij Abrittus, ook wel bekend als de slag bij Forum Terebronii in Scythia Minor, vond plaats op 1 juli 251 bij het huidige Razgrad in Bulgarije, tussen het Romeinse leger en de Goten onder aanvoering van koning Cniva. De Romeinen werden verslagen en keizer Decius en zijn zoon Herennius Etruscus sneuvelden beiden tijdens de slag. Decius werd daarmee de eerste Romeinse keizer die sneuvelde in een gevecht met barbaren.

## Aanleiding
De aanleiding tot de veldslag was de inval van Gotische groepen begin 251 op de Balkan. Deze waren de Donau overgestoken en vielen vervolgens al rovend de Romeinse provincies Moesia en Dacia binnen. Keizer Decius en zijn zoon rukten met een leger op om de Goten voor de overval te bestraffen.

## De veldslag

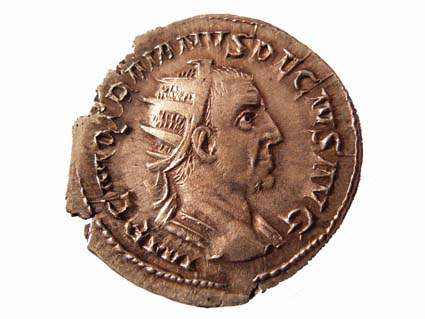
Keizer Decius

Keizer Decius verraste de Goten tijdens de belegering van Nikopolis aan de Donau. De Goten onder leiding van Cniva bliezen de aftocht en trokken het Balkangebergte over. Tijdens deze terugtocht viel de stad Philippopolis in hun handen. Decius achtervolgde de Goten, maar leed een zware nederlaag bij Beroë. De belegering van Philippopolis had de kracht en de omvang van het Gotische leger zodanig verminderd, dat zij de Romeinen aanboden afstand te doen van hun buit en gevangenen in ruil voor een vrije aftocht. Decius hoopte echter de terugtocht van de Goten te kunnen afsnijden en weigerde dit aanbod. Cniva besloot daarop zich met zijn mannen terug te trekken, maar stuitten onderweg op het Romeinse leger van Decius. Cniva die zijn leger opgedeeld had in kleine beweegbare eenheden slaagde er wonder wel in om de Romeinen naar een moerasachtig gebied terug te dringen. Op 1 juli 251 troffen beide legers elkaar bij Abrittus. Herennius sneuvelde, getroffen door een vijandelijke pijl. Decius overleefde het eerste treffen, maar werd met rest van zijn leger op het einde van de dag verslagen.

## Nasleep
Het leger riep na de slag meteen Trebonianus Gallus uit tot nieuwe keizer. Gallus onderhandelde na beëindiging van de vijandelijkheden en sloot een onvoordelige vrede met de Goten. Deze mochten hun buit houden en bovendien elk jaar een geldsom van Rome ontvangen. Zij keerden terug naar hun woongebieden aan de overzijde van de Donau en beloofden zich te onthouden van aanvallen op Romeins grondgebied.
Volgens Ammianus Marcellinus was de nederlaag van Decius van een vergelijkbare grootte als de nederlaag opgelopen door Varus tijdens de slag in het Teutoburger Woud.